# Dencsháza
Dencsháza es un pueblo ubicado en el distrito de Szigetvár, en el condado de Baranya, Hungría.

## Superficie
Posee una superficie de 13,98 kilómetros cuadrados.

## Demografía
Hasta 2019 la población era de 553 habitantes, con una densidad de población de 39,56 habitantes por kilómetro cuadrado.